# Kolpebo
Kolpebo är en småort i Söderbärke socken i Smedjebackens kommun i Dalarnas län.